# Hospital de Fuenlabrada (métro de Madrid)
Hospital de Fuenlabrada est une station de la ligne 12 du métro de Madrid. Elle est située sous le chemin du Moulin, à Fuenlabrada, dans la communauté de Madrid.

## Situation sur le réseau

Plan du réseau.

Établie en souterrain, Hospital de Fuenlabrada est une station de passage de la ligne 12 du métro de Madrid. Elle se situe entre Parque Europa et Loranca dans le sens horaire de circulation. Elle dispose des deux voies de la ligne encadrées par deux quais latéraux. 

## Histoire
La station est inaugurée le 11 avril 2003, à l'occasion de la mise en service de la ligne.

## Services aux voyageurs

### Accès et accueil
La station possède deux accès via des édicules équipés d'escaliers mécaniques situés sur le chemin du Moulin, un à proximité immédiate de l'hôpital universitaire et doté d'un ascenseur et l'autre à proximité immédiate du campus de l'université Roi Juan Carlos.
Elle est équipée de guichets automatiques pour permettre l'achat des titres de transports et de portillons d'accès automatiques pour rejoindre le quai.
La station est ouverte de 6 h à 1 h 30.

Installations
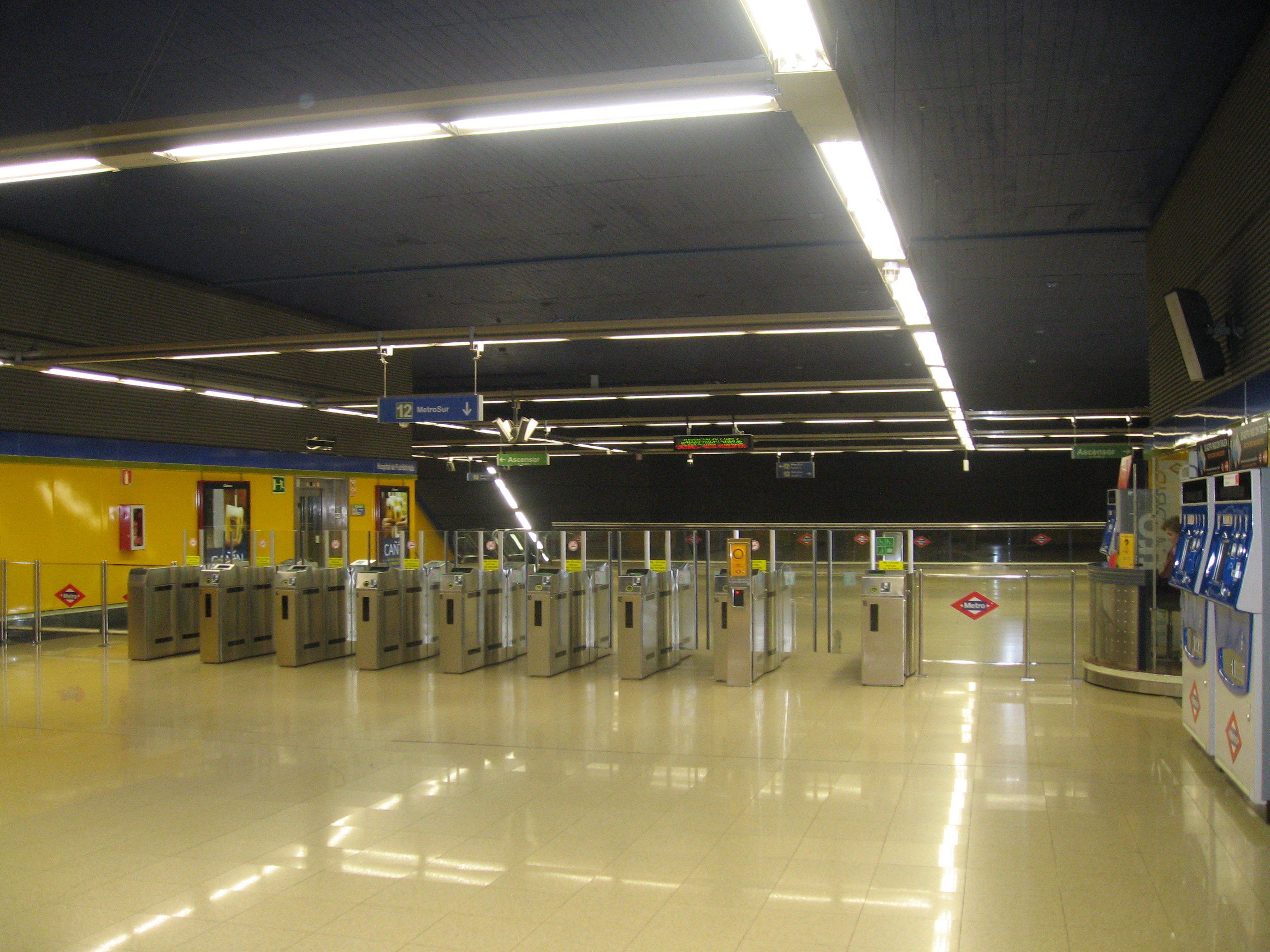

### Desserte
Hospital de Fuenlabrada est desservie par les trains de la ligne 12 du métro de Madrid, qui forme une boucle.
Le premier train passe à 6 h 8 dans le sens horaire, au départ de Fuenlabrada Central, et à 6 h 7 dans le sens anti-horaire, au départ de Loranca. Les derniers trains passent à 2 h 0 dans le sens horaire avec un terminus à Loranca et à 2 h 7 dans le sens anti-horaire avec un terminus à Fuenlabrada Central. Le dernier train qui permet de prendre la correspondance avec la ligne 10 à Puerta del Sur passe à 1 h 0,.

Installations
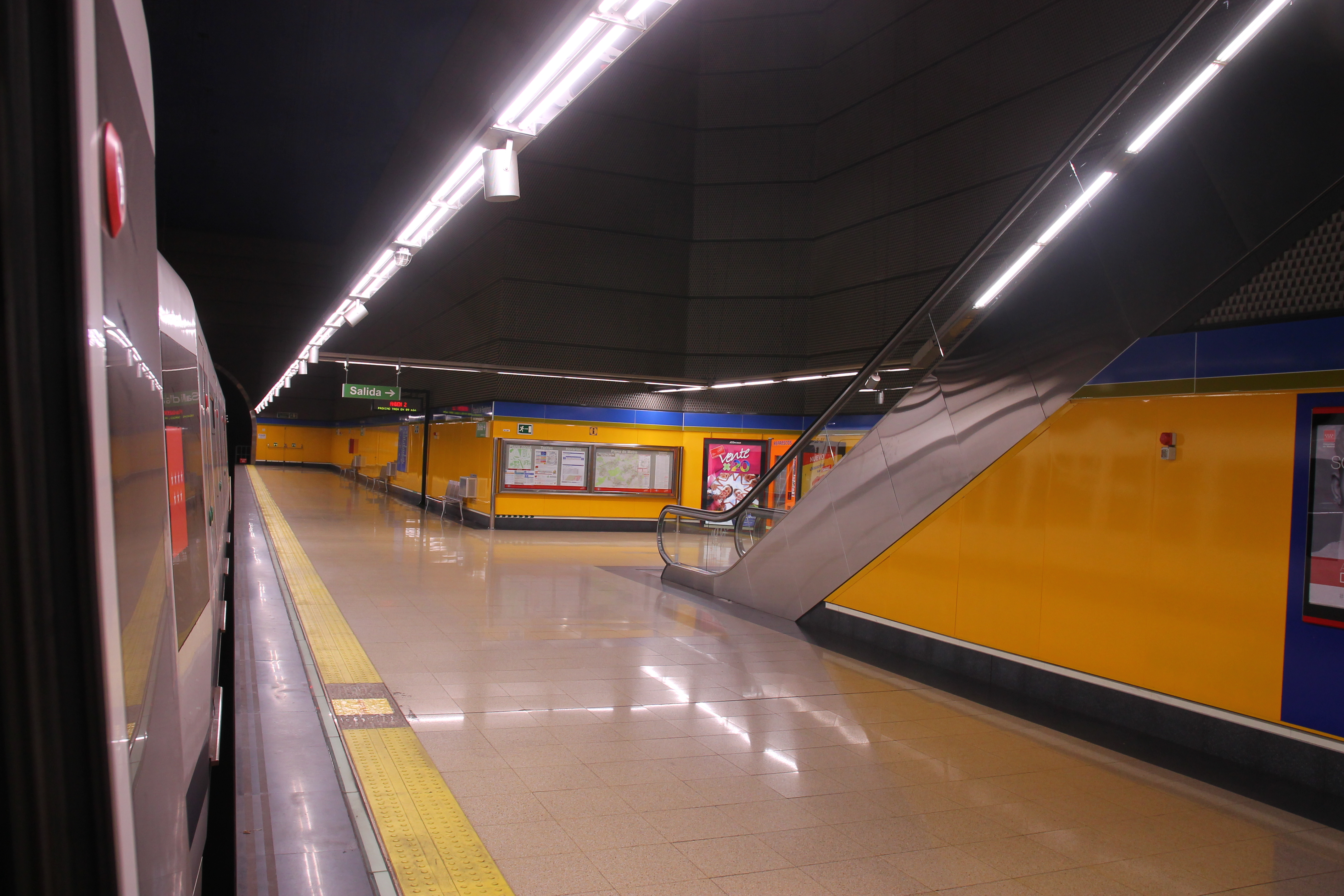
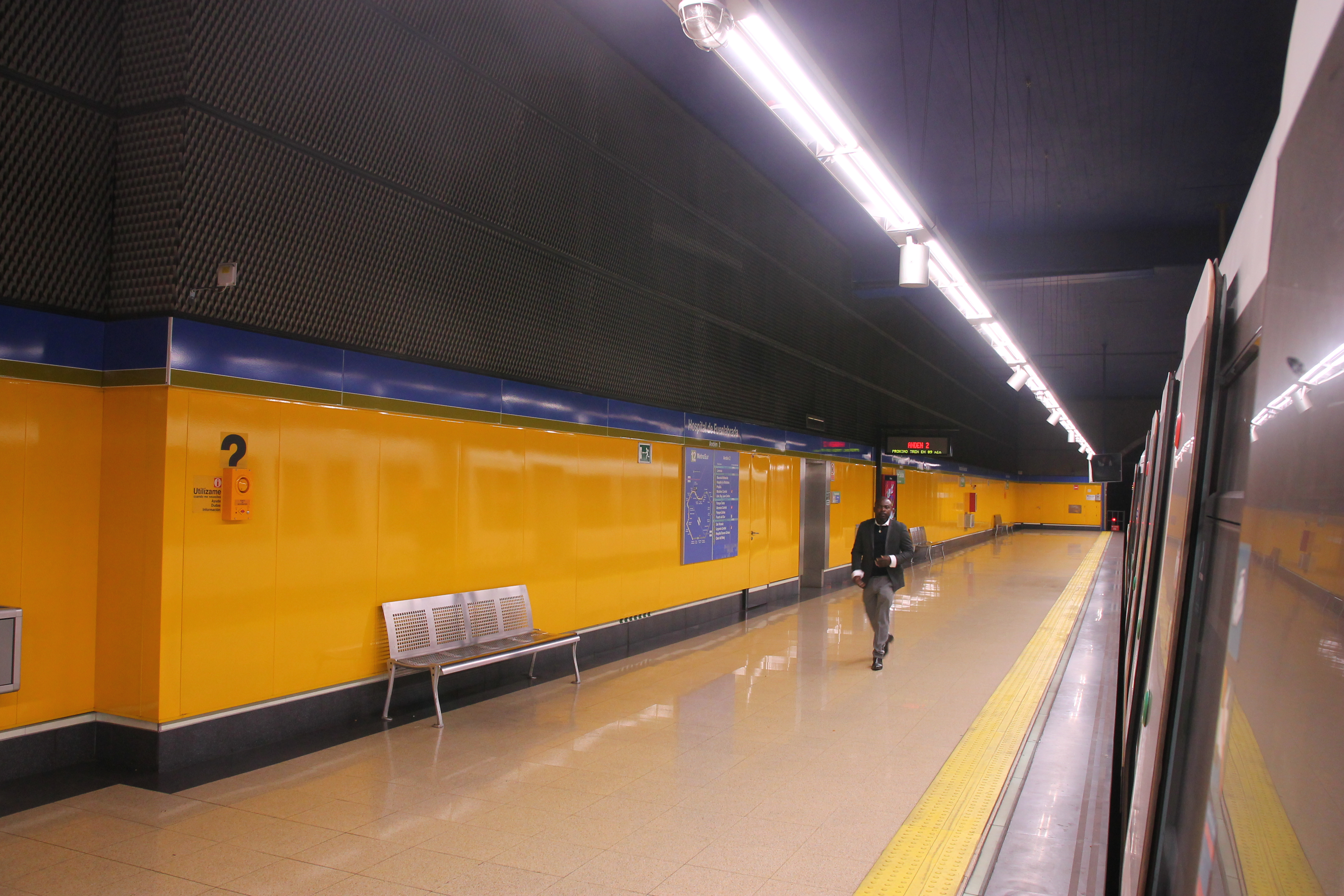

## À proximité
Hospital de Fuenlabrada permet d'accéder à l'hôpital universitaire de Fuenlabrada et au campus de l'université Roi Juan Carlos.